# Saeculum
Un saeculum (plural, saecula) es un término latín utilizado para referirse a un período similar al potencial de vida de una persona, o al equivalente al tiempo necesario para la renovación total de la población humana. El término fue usado por primera vez por los etruscos. Originariamente significaba el lapso de tiempo entre un suceso (por ejemplo, la fundación de una ciudad) y el momento en que hubiera muerto toda persona viva durante ese suceso. Llegado ese punto, comenzaría un nuevo saeculum. Según una leyenda, los dioses habrían dispuesto un número finito de saecula para cada pueblo o civilización; los mismos etruscos, por ejemplo, habrían recibido diez saecula.
En el segundo siglo antes de Cristo, los historiadores romanos ya empleaban el saeculum para datar sus crónicas y guerras. En épocas del emperador Augusto, los romanos fijaron el saeculum en 110 años. En 17 a. C., César Augusto organizó los Ludi saeculares ("juegos del siglo") por primera vez para celebrar el "quinto saeculum de Roma". Emperadores posteriores como Claudio y Septimio Severo celebraron el paso de los saecula mediante juegos a intervalos irregulares. En 248, Filipo el Árabe combinó los Juegos seculares con el milésimo aniversario de la fundación de Roma (ab urbe condita). El nuevo milenio de Roma recibió el nombre de Saeculum Novum, un término que obtuvo una connotación metafísica durante la Cristiandad al referirse a la era que atravesó el mundo (de allí el término "secular").
Durante la Edad Media, fue utilizado el término por parte de la Iglesia Católica para distinguir entre los sacerdotes vinculados a las órdenes religiosas y que se encontraban en monasterios y otras instituciones dedicadas principalmente a la contemplación y la adoración de Dios, de aquellos que servían en parroquias locales y tenían vocaciones seculares, esto es, relacionadas con asuntos considerados mundanos. Este hecho se debe a que con la estandarización de los calendarios, el saeculum se convirtió en el equivalente a un siglo aproximadamente y, por extensión, a asuntos de la existencia humana.
Por lo general, no se utiliza el saeculum para un período determinado, sino que se emplea para referirse aproximadamente a 90 años. Puede dividírselo en cuatro "estadios" de unos 22 años cada uno; cada estadio representa la juventud, la pubertad, la madurez y la vejez.